# Guilherme de Brito
Guilherme de Brito Bollhorst (Rio de Janeiro, 3 de janeiro de 1922 — Rio de Janeiro, 26 de abril de 2006) foi um compositor brasileiro de samba.
Nascido em Vila Isabel, era filho de Alfredo Nicolau Bollhorst e Marieta de Brito Bollhorst. Aos oito anos ganhou um cavaquinho e aos doze anos, com a morte do pai, largou os estudos e conseguiu um emprego na Casa Edison. Com o tempo passou a utilizar mais o violão. Já tinha uma boa produção de músicas quando, em 1955, o cantor Augusto Calheiros gravou um compacto com dois de seus sambas: "Meu dilema" e "Audiência divina". Ainda nos anos 1950, conheceu o seu grande parceiro, Nélson Cavaquinho.

A primeira parceria de Guilherme de Brito e Nélson Cavaquinho, foi um samba denominado "Garça", Guilherme fizera a primeira parte e mostrara a Nélson, que sem hesitar, fizera a segunda parte do samba. Deu-se início a dupla mais poética e lírica da música popular brasileira. A dupla Guilherme de Brito e Nélson Cavaquinho rendeu vários sucessos, dentre os quais, podemos destacar:
"A flor e o espinho", "Folhas secas", "Pranto de poeta", "O bem e o mal", "Quando eu me chamar saudade", entre outras.

Considerado por muitos como o grande poeta do samba, fez versos definitivos como "Tire o seu sorriso do caminho/ que eu quero passar com a minha dor", de "A flor e o espinho". Ou mesmo "Quando eu piso em folhas secas/Caídas de uma mangueira", de "Folhas secas".
Guilherme de Brito gravou pela primeira vez em 1977.
Atuou também como pintor, tendo sido premiado por seus quadros, e como escultor. Expôs no Japão, onde também lançou um CD.
Ele foi internado dia 2 de abril de 2006 com problemas respiratórios, teve um infarto e ficou em coma por 15 dias, morrendo dia 26 de abril de 2006, aos 84 anos, por falência múltipla dos órgãos.
Deixou a mulher Nena e dois filhos. Ele foi enterrado no mausoléu do compositor, no cemitério do Catumbi.